# Bistum Doba
Das Bistum Doba (lat.: Dioecesis Dobanus) ist eine im Tschad gelegene römisch-katholische Diözese mit Sitz in Doba.

## Geschichte
Das Bistum Doba wurde am 6. März 1989 durch Papst Johannes Paul II. mit der Apostolischen Konstitution Inter cetera aus Gebietsabtretungen des Bistums Moundou errichtet und dem Erzbistum N’Djaména als Suffraganbistum unterstellt. Erster Bischof wurde
Michele Russo MCCJ.
Das Bistum Doba gab am 28. November 1998 Teile seines Territoriums zur Gründung der Bistümer Goré und Lai ab.

## Bischöfe
1. Michele Russo MCCJ, 6. März 1989 bis 30. Januar 2014
2. Martin Waïngue Bani seit 10. Dezember 2016